# (261690) Jodorowsky
(261690) Jodorowsky ist ein Asteroid des äußeren Hauptgürtels, der vom französischen Informatiker und Amateurastronomen Jean-Claude Merlin am 24. Dezember 2005 am vollautomatischen Ritchey-Chrétien-81-cm-Teleskop des Tenagra II Observatory in Nogales, Arizona (IAU-Code 926) entdeckt wurde. Das Teleskop konnte Merlin bei der Entdeckung von Frankreich aus ansteuern.
Der Asteroid wurde am 22. Juli 2013 nach dem chilenisch-französischen Filmregisseur, Dramatiker und Comicautor Alejandro Jodorowsky benannt.